# Толвінський Микола Костянтинович
Миколай Толвінський, в українськомовний джерелах Мико́ла Костянти́нович Толві́нський (пол. Mikołaj Tołwiński; 1857 — 7 грудня 1924, Варшава) — польський архітектор.

## Біографія, ранні роки
Батько — Константій Толвінський, мати — Кароліна Барановська.
Закінчив реальну школу у Варшаві.

## Освіта
Від 1876 навчався на архітектурному факультеті Петербурзької академії мистецтв, яку закінчив 1880 року з відзнаками. 1883 року отримав звання «класного художника II ступеня» (рос. классного художника 2 степени).

## Практика викладача і архітектора
Від 1884 року — «класний художник I ступеня». 1889 року отримав звання академіка архітектури. Від 1889 року працював в Одесі, брав участь у проєктуванні громадських споруд до 100-літнього ювілею міста. У 1890-х роках спорудив велику кількість міських громадських споруд. З 1892 року працював понадштатним техніком при міській управі, з 1895 році працював архітектором Новоросійського університету. Тут він зробив проектування і підготовку до будівництва комплексу навчальних корпусів, серед яких: корпус фізико-хімічного інституту, корпус історичного і юридичного факультетів і Бібліотеки університету, анатомічний корпус і навчальний корпус для теоретичних кафедр і лабораторій медичного факультету, магніто-метеорологічна обсерваторія, астрономічна обсерваторія і Ботанічний сад. Споруди, котрі були створені архітектором Н. К. Толвінським, відрізнялися чітким розподілом приміщень, об'єднаними просторими вестибюлями, світлими аудиторіями, витончено строгими фасадами. Ці якості притаманні всім корпусам Новоросійського університету, автором яких він був.
Викладав в Одеському художньому училищі.
Отримав перші місця у конкурсах проєктів міського дівочого училища у Одесі, Ремісничого училища у Одесі, Олександрівської гімназії у місті Маріуполь, Земської управи у Одесі, колонії для робітників Товариства Невської ниткової мануфактури
У 1900 року переїхав до Варшави, де отримав посаду у Варшавській політехніці. 1917 року іменований професором Політехніки у Варшаві. Також у Варшаві продовжував приватну практику.
Був у складі журі конкурсів на найкращий проєкт одноповерхового будинку у «стилі свойському» (1902, конкурс варшавського Мистецького товариства), керамічної плитки для фабрик в Опочно і Слов'янську (1905), віадука при мості на Віслі у Варшаві (1906), архітектурних проєктів костелу для села Орлув (1910). 1910 року експонував спільний із Генриком Штіфельманом проєкт вілли під Варшавою на виставці польських архітекторів у Львові.

## Споруди

### в Одесі:
- Комплекс школи-інтернату для Товариства садівництва на Малому Фонтані, 1886–1888 рр., Французький бул., 52[1]
- Будинок на вулиці Пастера, 28 (1887[1] або 1890 або 1897[7]) (за участю А. Б. Мінкуса)[7]
- Будинок Урусова, 1887 р.,вул. Канатна, 10 (за участю А. Б. Мінкуса)[7]
- Будинок Тонгура, 1888 р., Преображенська вул., 37[1]
- Міське дівоче училище, проєкт: 1889 р., будівництво: 1890–1891 рр., вул. Старопортофранківська, 30[1]
- Два будинки Павлівських дешевих квартир, 1890 р., Канатна вул., 81[1]
- Грязелікарня на курорті Куяльник, 1890–1892 рр., Курорт Куяльник, 4[1]
- Міське шестикласне училище, 1890–1891 рр., Старопортофранківська вул., 16[1] (не збереглось)
- Міське ремісниче училище, проєкт: 1890 р., будівництво: 1892–1896 рр. Реконструкція, арх. Чернігов Л. М., 1936 р., вул. Старопортофранківська, 14[1][7]
- Астрономічна обсерваторія (спільно з О. Й. Бернардацці), 1890–1895 рр., Маразліївська вул., 1в[1][7]
- Флігель Звонарьова, 1891 р., вул. Новосельського, 67[1]
- Магніто-метеорологічна обсерваторія Новоросійського університету, 1892 р., Французький бул., 89 корпус 2
- Ремонт та прибудови до будинку Іжицького, 1892 р., Польський узв., 11[1] (не зберігся)
- Будинок судових установ (на основі проєкту В. А. Пруссакова), 1893–1895 рр., Ремонт та реконструкція, арх. Владимирська Р. А., 1950-ті рр., Пантелеймонівська вул., 19[1][7]
- Прибутковий будинок князя Урусова, 1897 р., Канатна вул., 10[8]
- Анатомічний корпус Мед. фак. Новоросійського університету, проєкт: 1896 р. Будівництво 1897–1899 рр. Відкриття у 1900 р., Валіховський пров., 3а[1][9]
- Котельна Медичного факультету Новоросійського університету, 1899 р., Валіховський пров., 3[1] ;
- Корпус факультетів фізики і хімії [[Одеський національний університет імені І. І. Мечникова|Новоросійського університету], 1897–1899 рр., вул. Пастера, 27[1][9]
- Будинок земської управи, 1898–1899 рр., Пантелеймонівська вул., 17[1]
- Навчальний корпус для теоретичних кафедр і лабораторій Медичного факультету Новоросійського університету, 1899–1903 рр., вул. Ольгіївська, 4[1][9] (тепер це головний корпус Одеського національного медичного університету[10][11][12])
- Реконструкція корпусу для юридичного та історико-філологічного факультету Новоросійського університету, проєкт: арх. Н. К. Толвінський, 1899 р. Нагляд та зміна у 1901 році первісного проєкту: ців. інж Бернардацці О. Й., 1901–1902 рр., Преображенська вул., 24[9]. Пам'ятник архітектури № 663/1[13]
- Котельна бібліотеки і корпусу Новоросійського університету, 1900 рр., Преображенська вул., 24[9]
- Бібліотека Новоросійського університету, проєкт і нагляд: арх. Толвінський М. К. (закінчення будівництва — інж.-арх. Бернардацці О. Й.), 1899–1901 рр., Преображенська вул., 24[9]. Пам'ятник архітектури № 663/2 і пам'ятник історії[13]

#### в інших місцях:
- село Курісове. Реконструкція садиби Курисів, 1891 р.[1]
- Маріуполь. Олекандрівська гімназія, проєкт: 1895 р., будівництво: ? — 1899 рр.[1]
- Херсон. Громадська бібліотека, 1896–1897 рр. (за мотивом Одеської публічної бібліотеки)[1]
- Польща, Вілла у м. Констанцин-Єзьорна[1][9].
- Польща, Костел у селі Кампінос Мазовецького воєводства.
- (місто не зазначене) Навчальний жіночий заклад Стефанії Толвінської, 1902 р., вул. св. Барбари, 4.
- (місто не зазначене) Будинок М. К. Толвінського, 1903–1905 рр., на вул. Служевська, 3 у (співавтор Генрик Штіфельман).[14]
- (місто не зазначене) Комплекс будинків Трамвайної школи в місцевості Воля, 1912 р. вул. Рогалінська, 2 (у співавторстві з сином);

Не реалізовані проєкти:
- Проєкт каплиці Карла Шейблера в Лодзі (спільно з П. Брукальським), 1883 р. (ІІ-а премія)
- Проєкт нової Міської лікарні в Одесі, 1890 р. (ІІ-а премія)[1]
- Проєкт Міського театру у Іркутську (девіз «Мельпомена»), 1893 р. (V-е місце)[1][15]
- Ремісниче училище у Полтаві, 1895 р.(IV-е місце)[1][1]
- Проєкт будинку Варшавського товариства заохочення красних мистецтв, 1895 р. (ІІ-а премія)[1]
- Проєкт приміщень для сімейних майстрових Адміралтейства Лібавського порту, 1895 р. (ІІ-а премія)[1]
- Проєкт Губернської земської управи у Харкові, 1896 р. (ІІ-а премія)[1]
- Проєкти клінік Медичного факультету Новоросійського університету, 1890-ті рр.[9]

## Власна родина
1885 року узяв шлюб із пані[джерело?] Ядвігою Бжозовською. Подружжя мало сина Тадеуша.
Автор видання «Памятники и православные церкви», 1919 р.
Помер у місті Варшава.

## Галерея

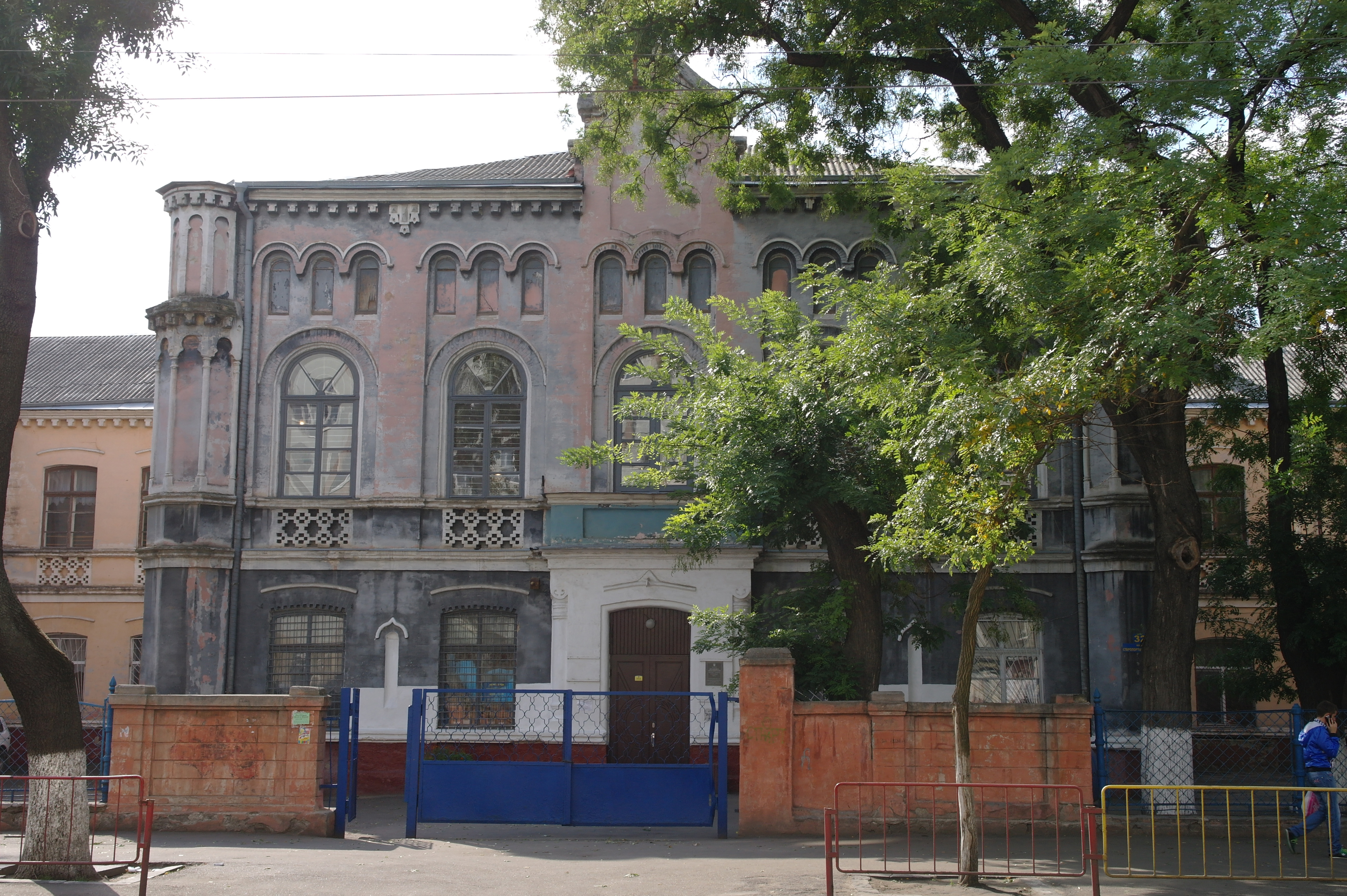
Міське дівоче училище, проєкт 1889 р.
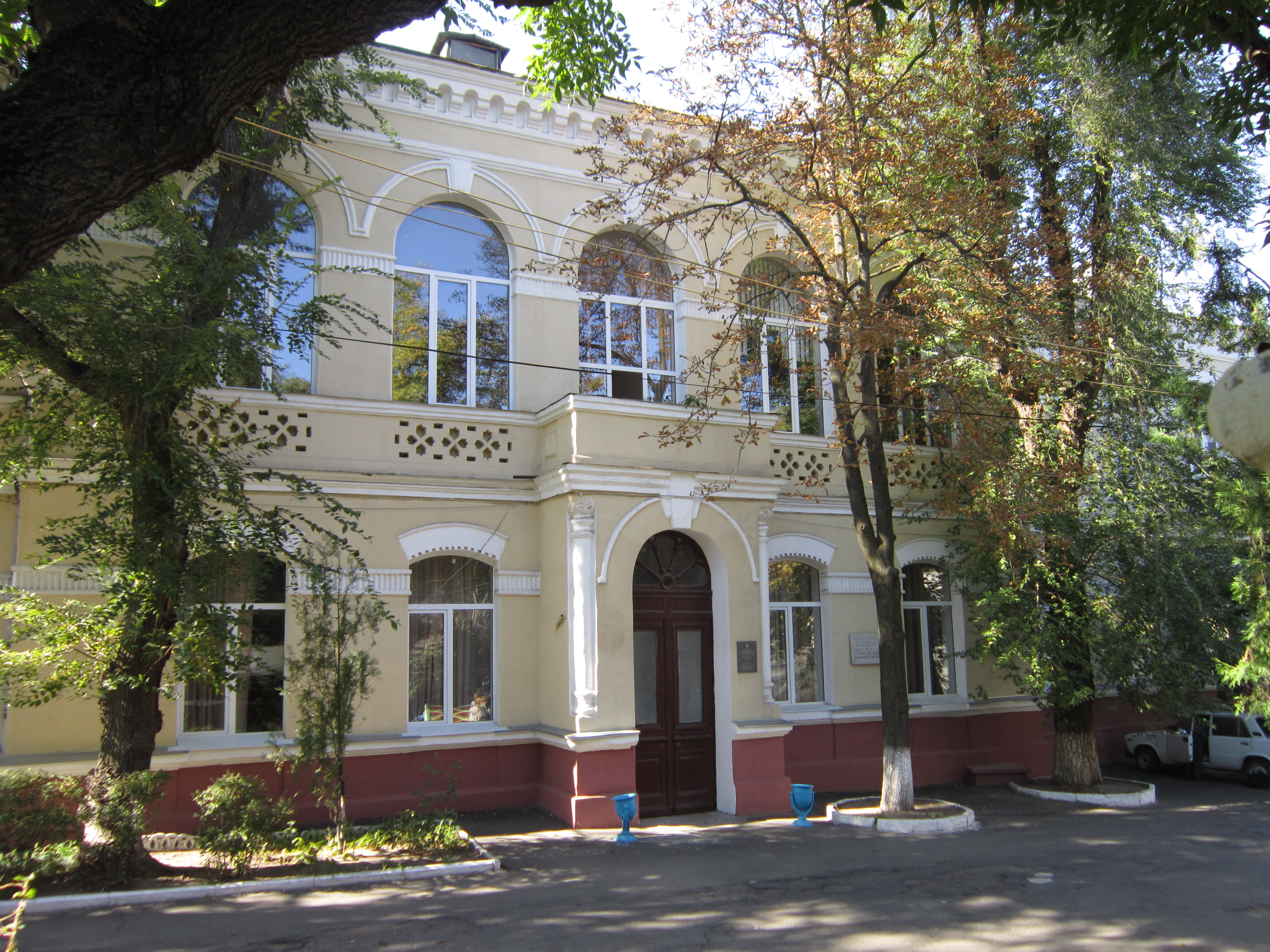
Міське ремісниче училище, проєкт 1890 р.
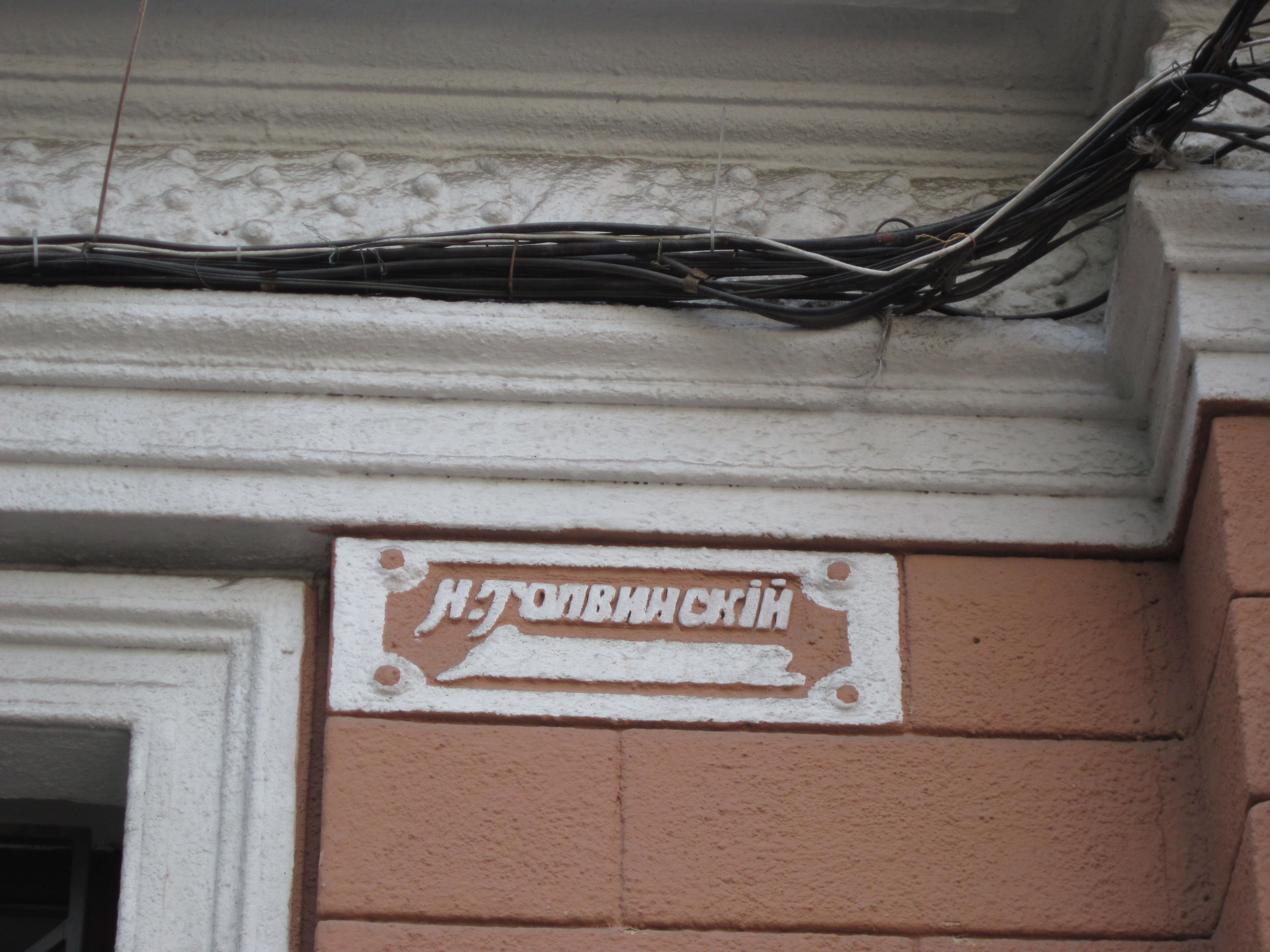
Автентична таблиця з іменем архітектора на будинку Урусова, 1887 р.
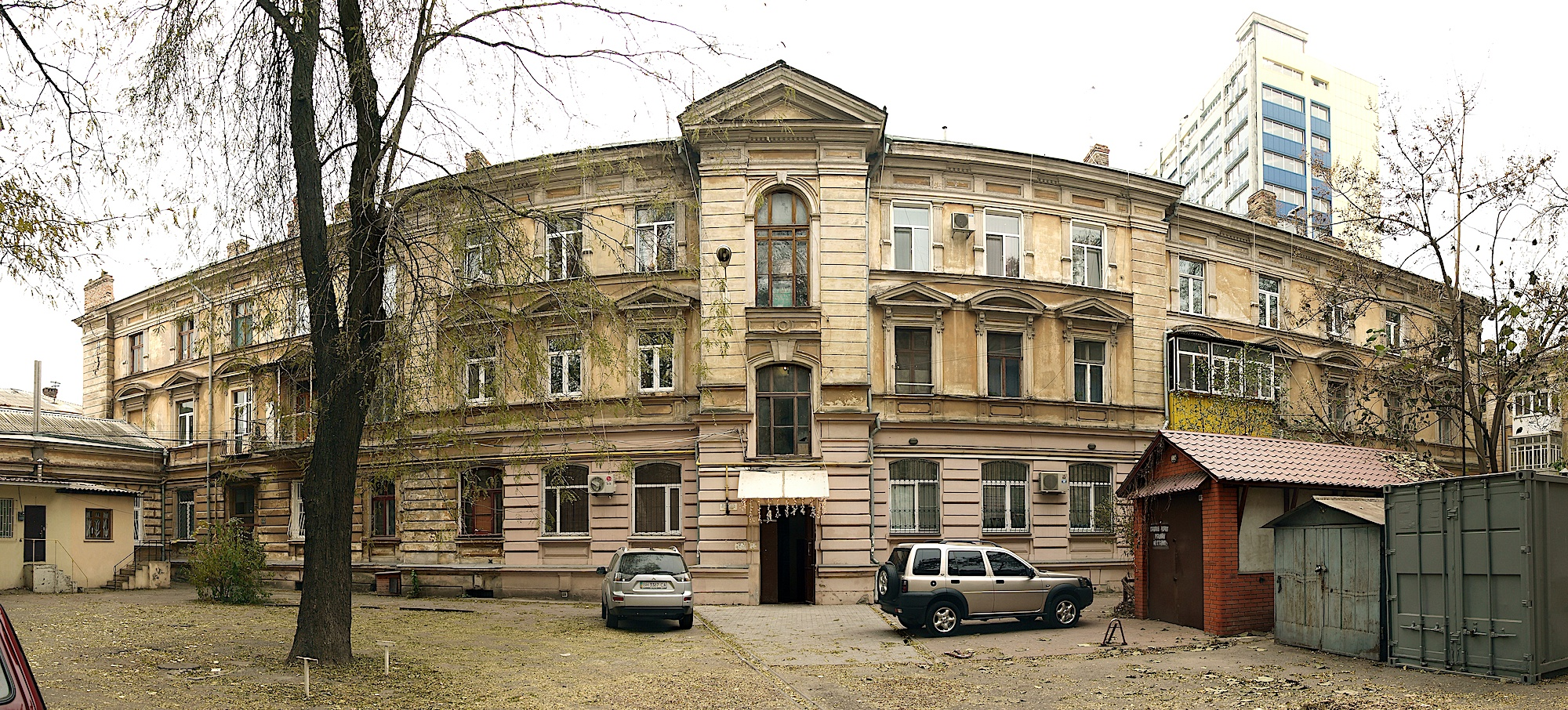
Корпус № 4 Павлівських дешевих квартир, 1890 р.
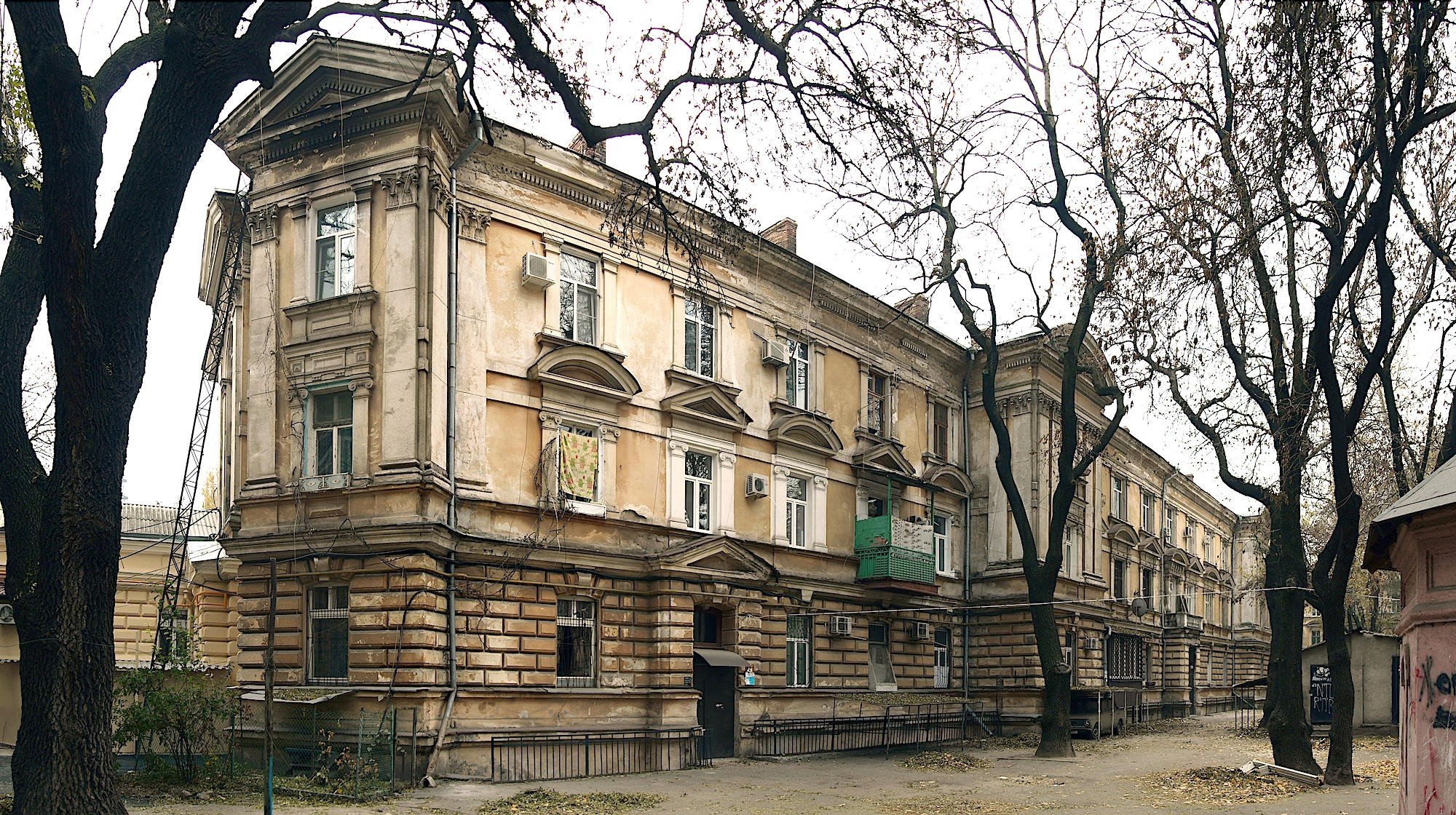
Корпус № 5 Павлівських дешевих квартир, 1890 р.
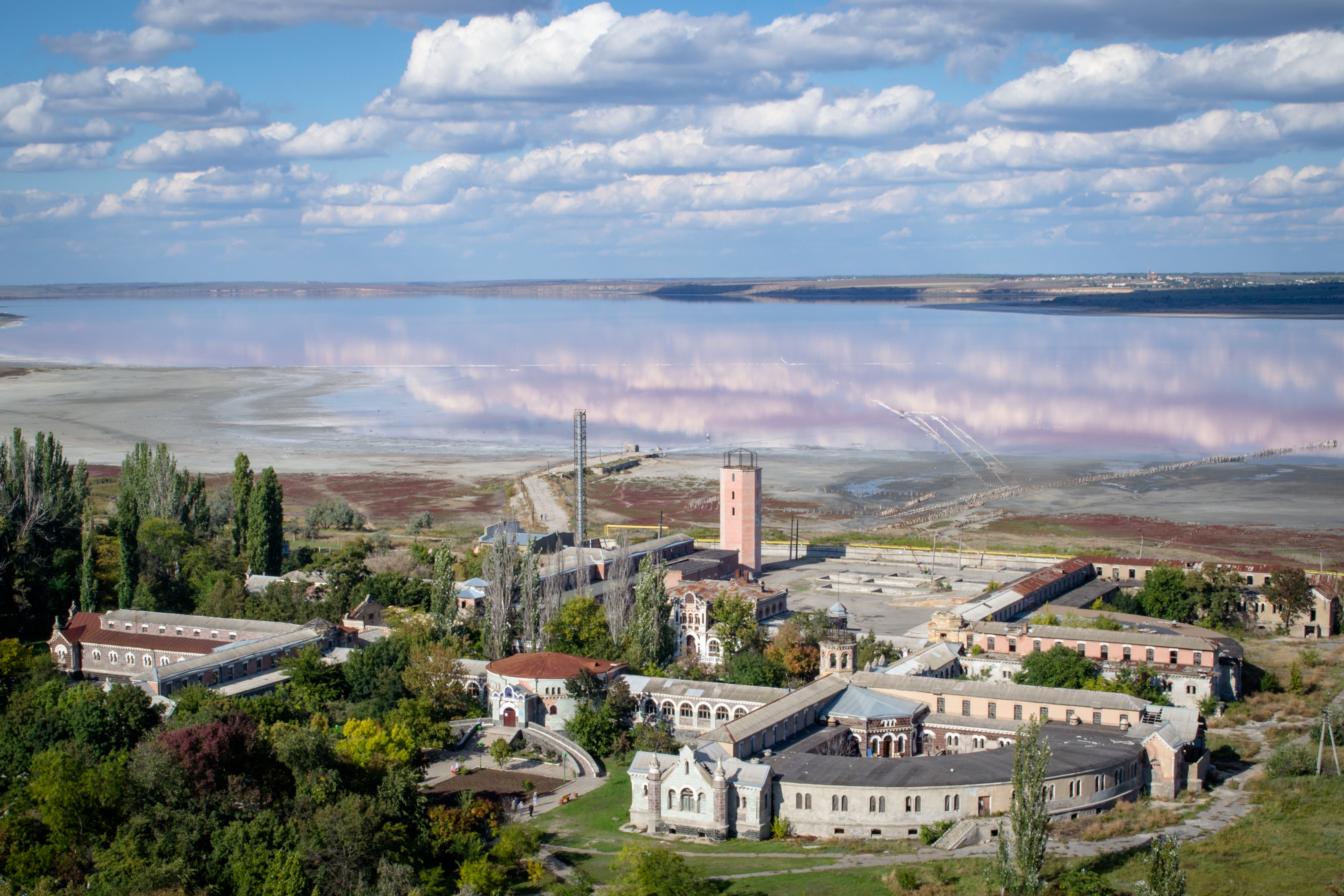
Міська грязелікарня, 1890 - 1892 р.
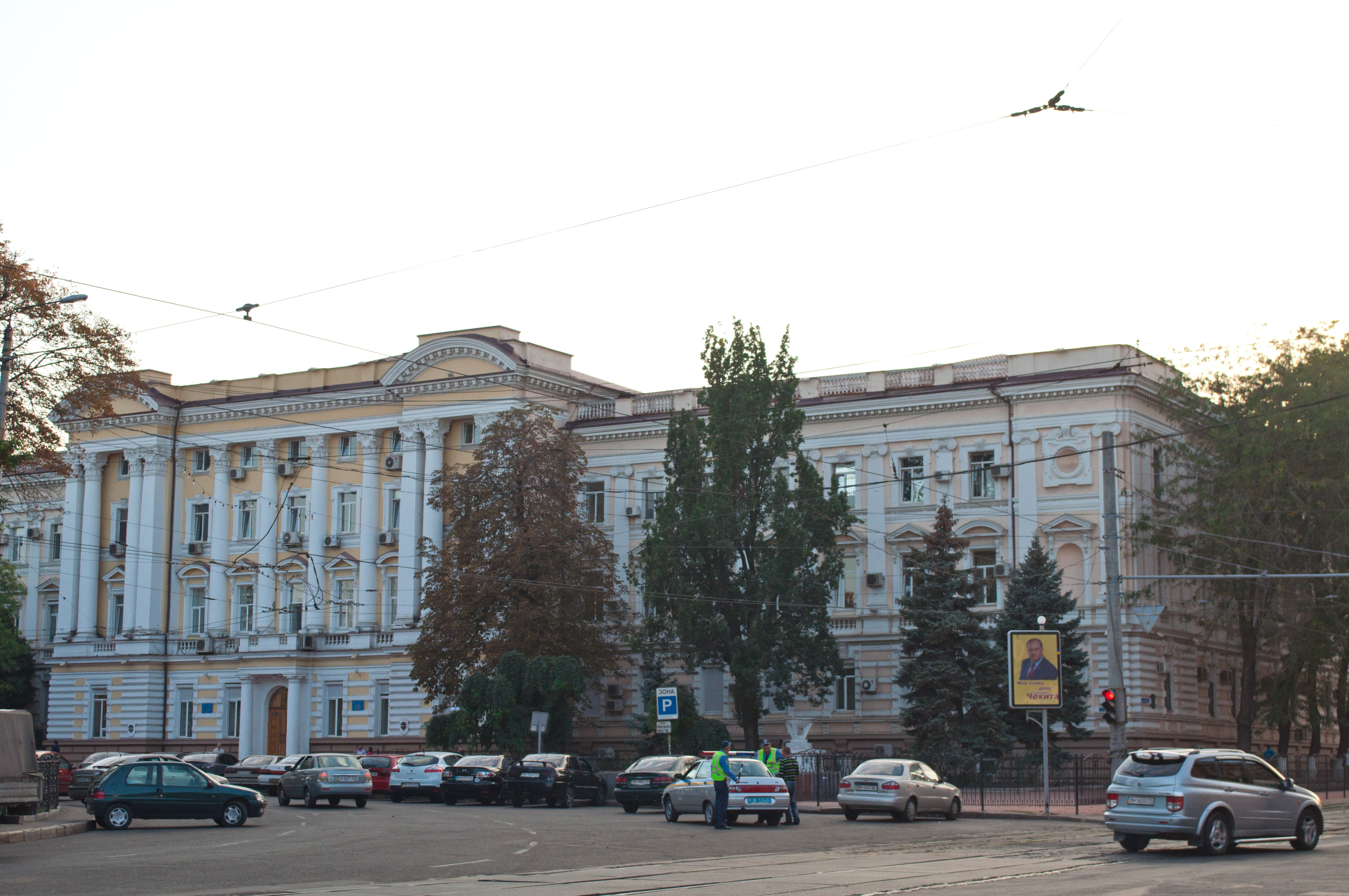
Будинок судових установ, 1893 - 1895 рр.
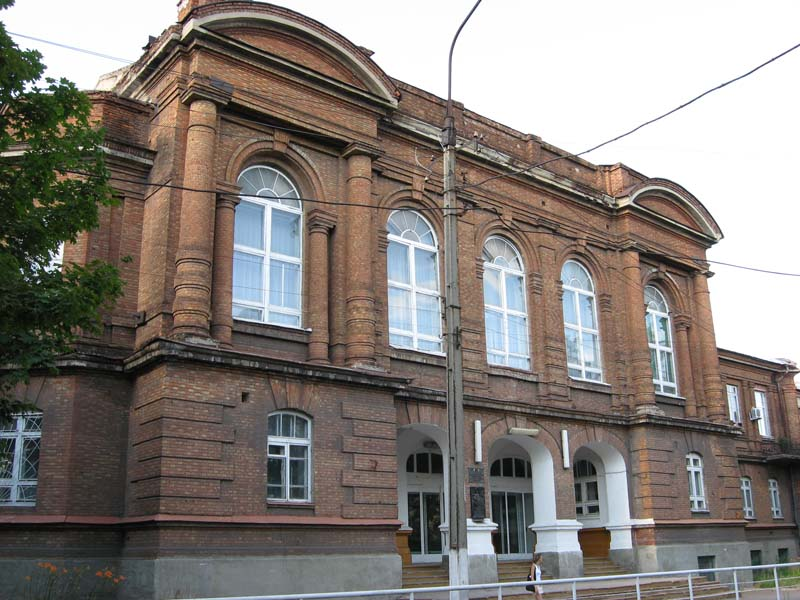
Маріупольська Олександрівська чоловіча гімназія, проєкт 1895 р. Головний фасад, фото 2007 р.
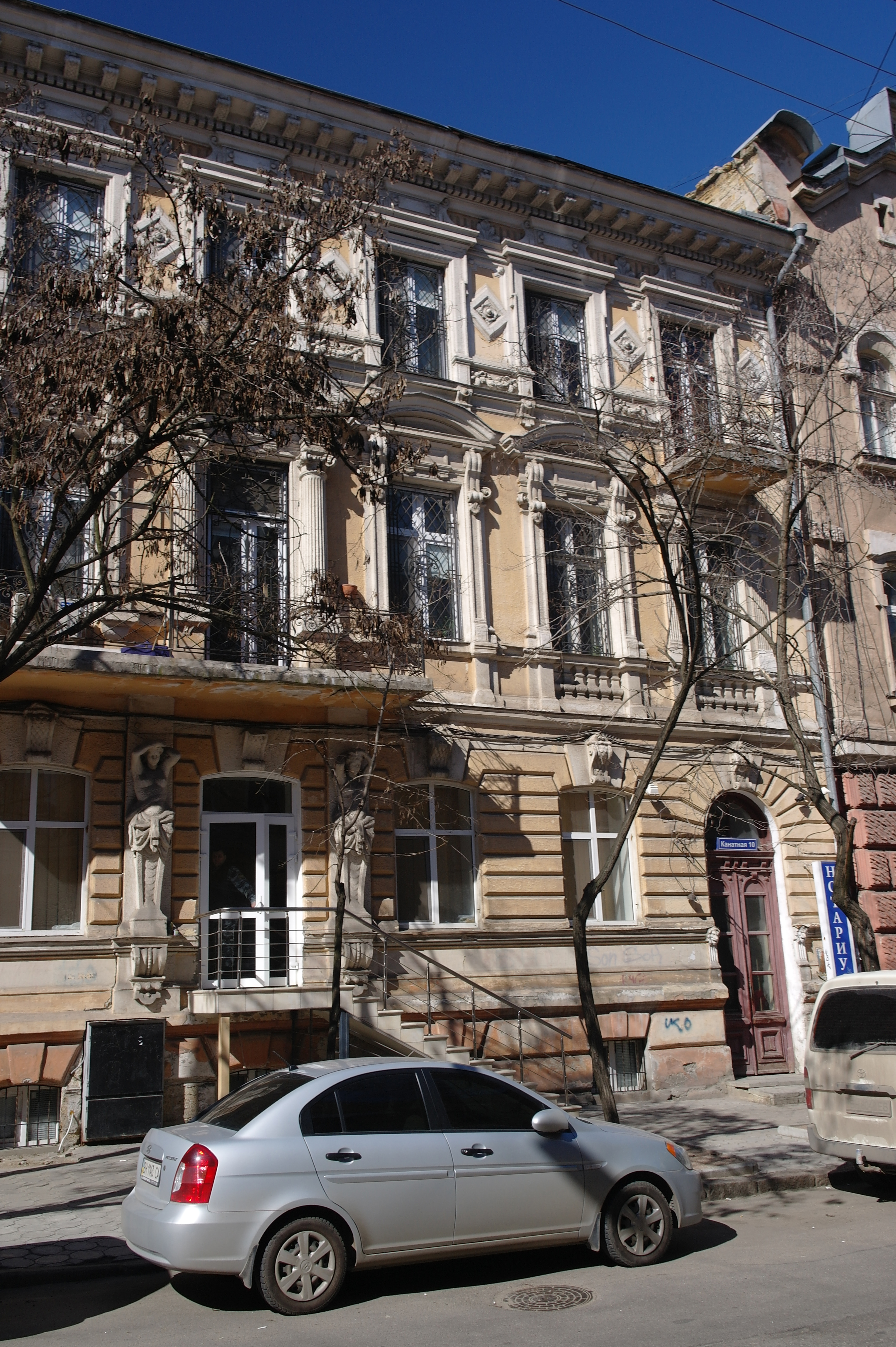
Прибутковий будинок князя Урусова, 1897 р.
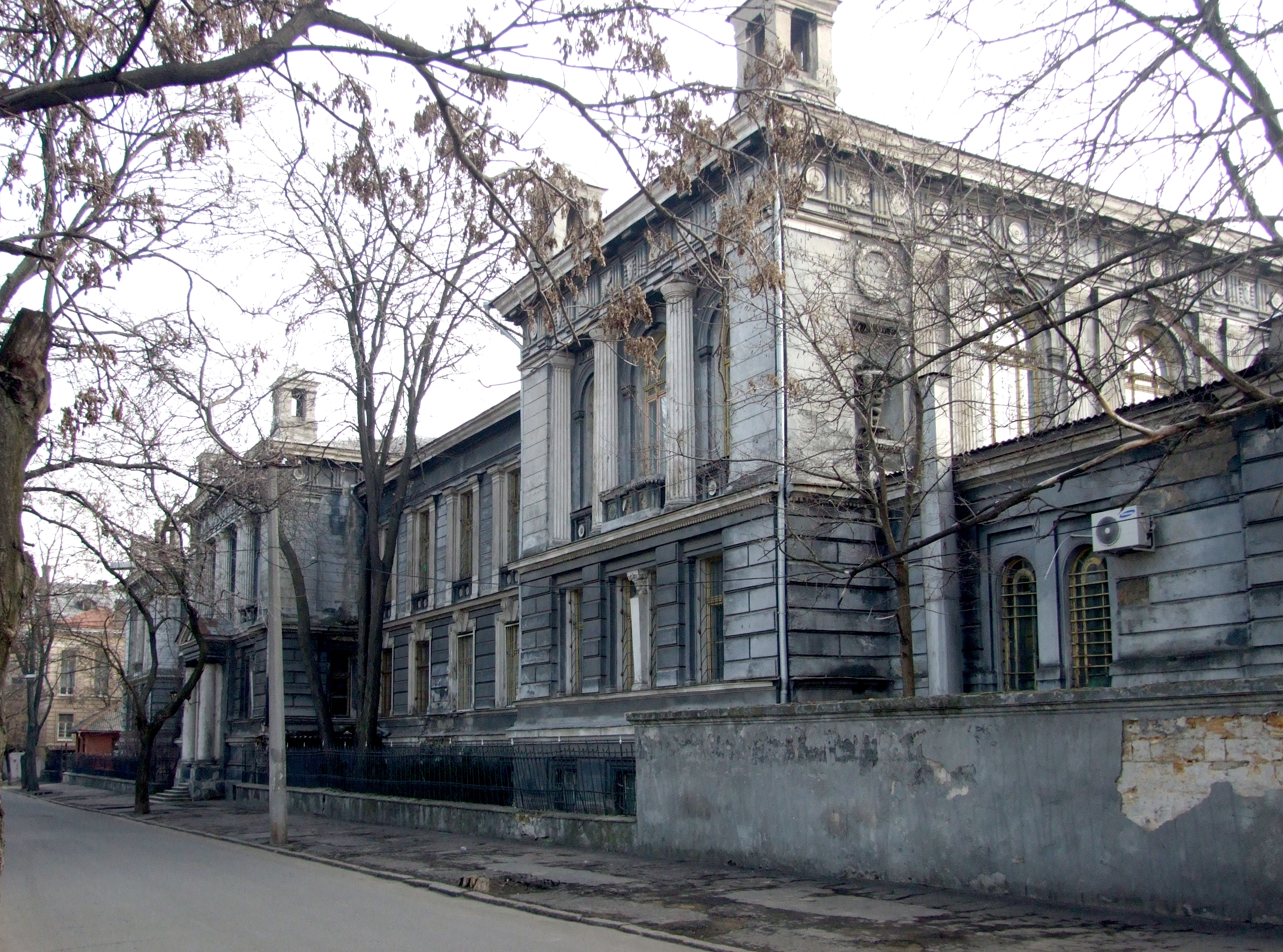
Анатомічний корпус, 1896 - 1900 рр.
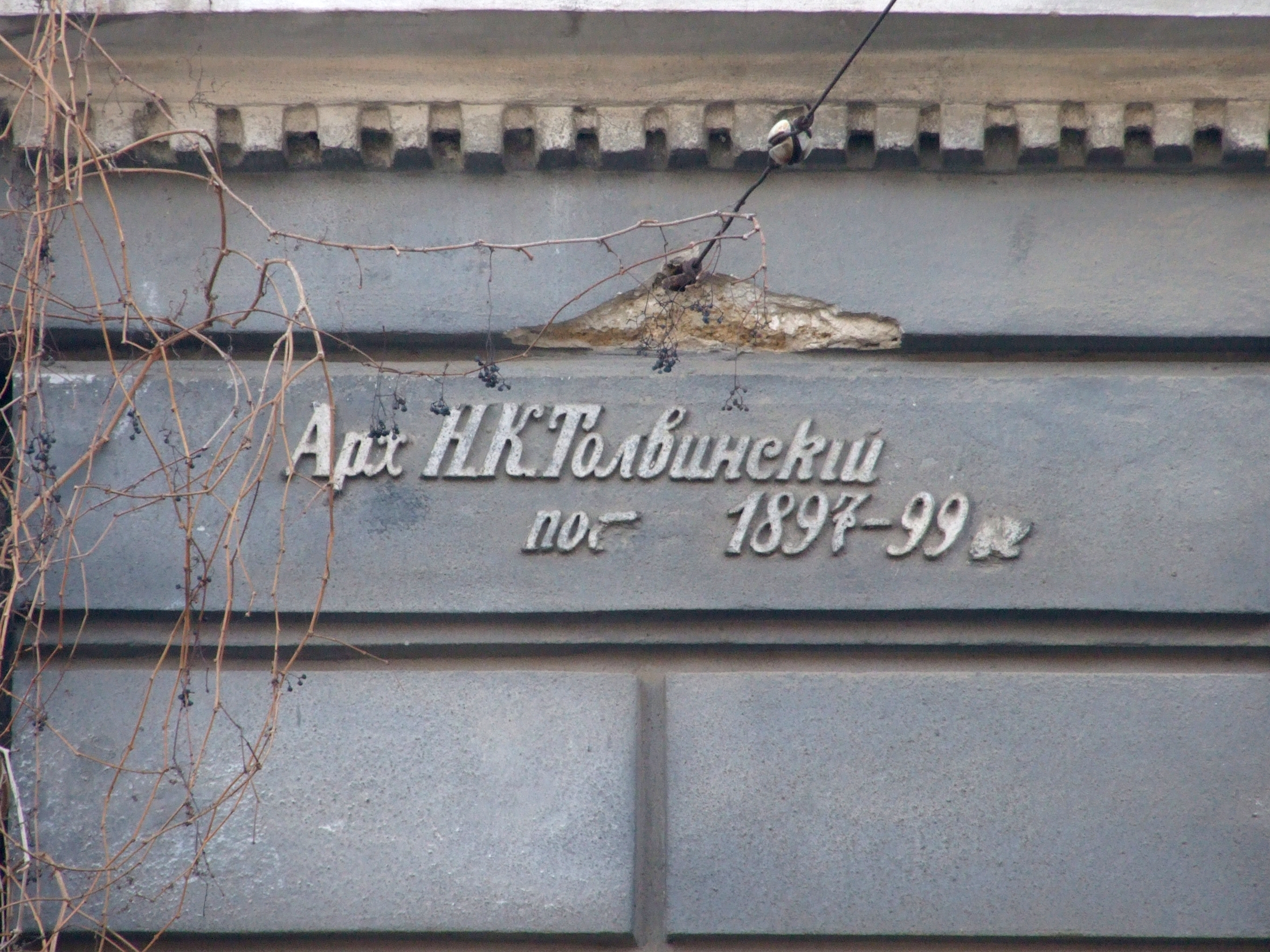
Автентична таблиця з іменем архітектора на фасаді Анатомічного корпусу
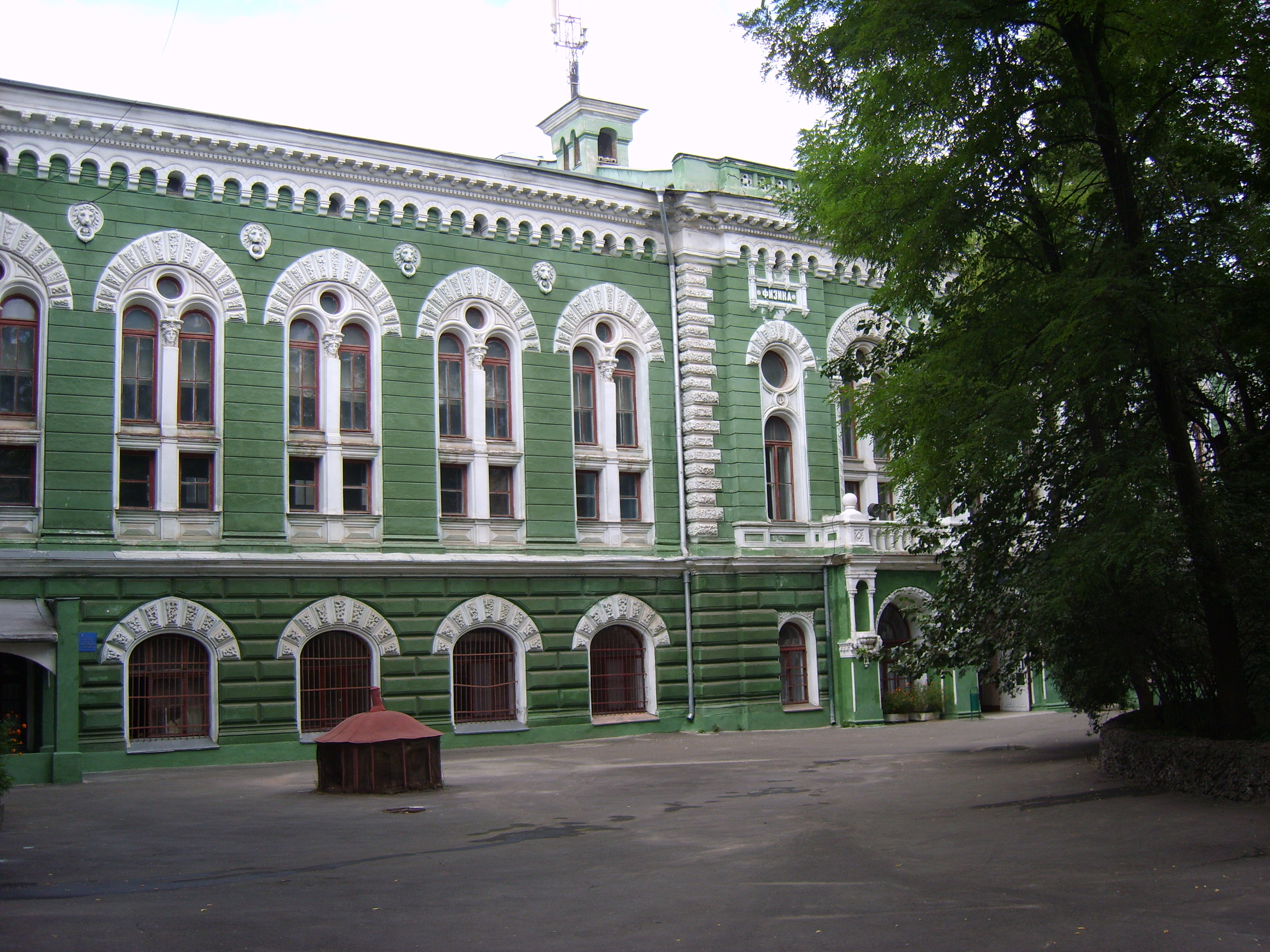
Корпус факультетів фізики і хімії, 1897 - 1899 рр.
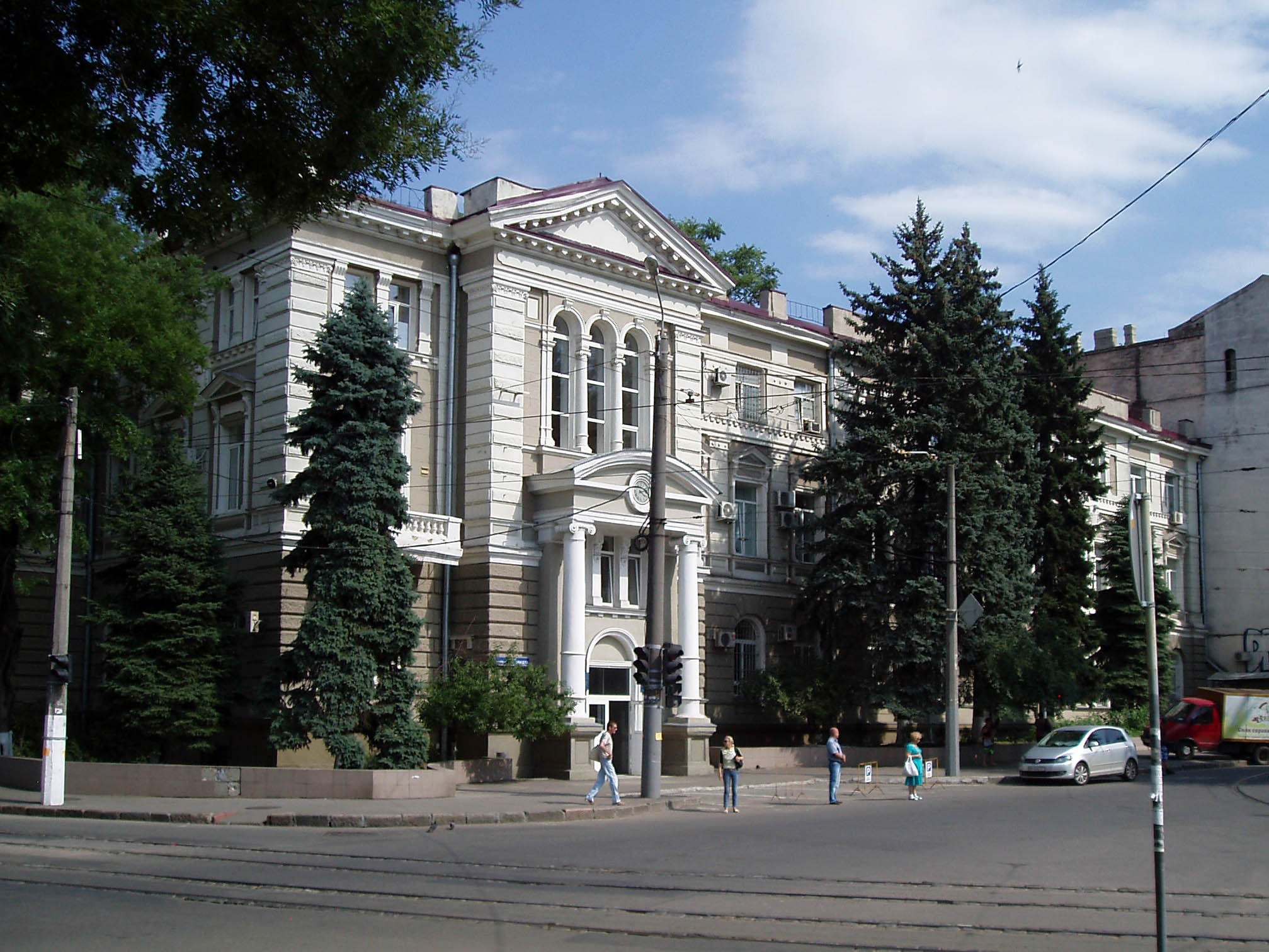
Земська управа, 1898 - 1899 рр.
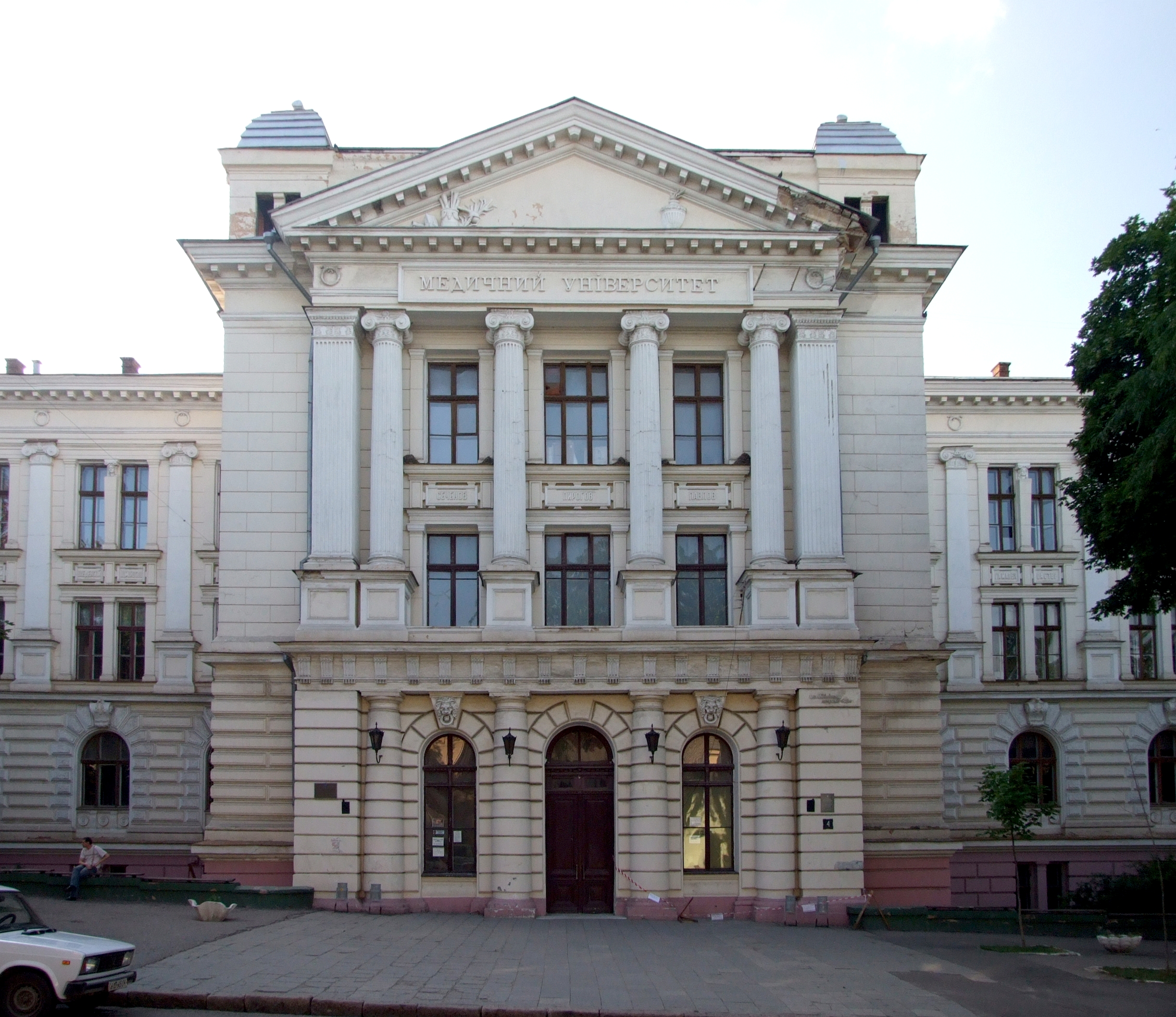
Навчальний корпус для теоретичних кафедр і лабораторій, 1899 - 1903 рр.
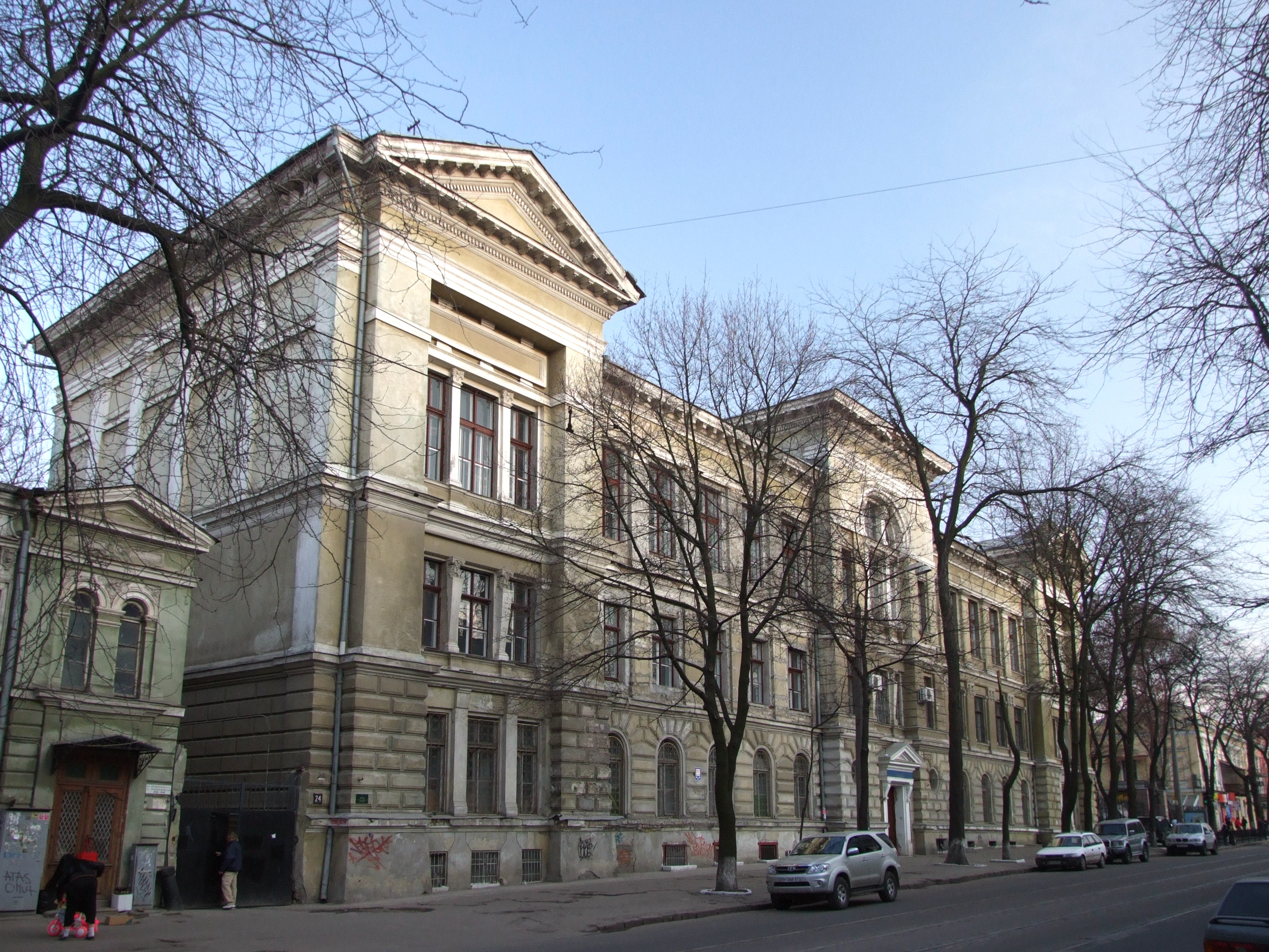
Корпус юридичного та історико-філологічного факультету, 1899 р., 1901 - 1902 рр.
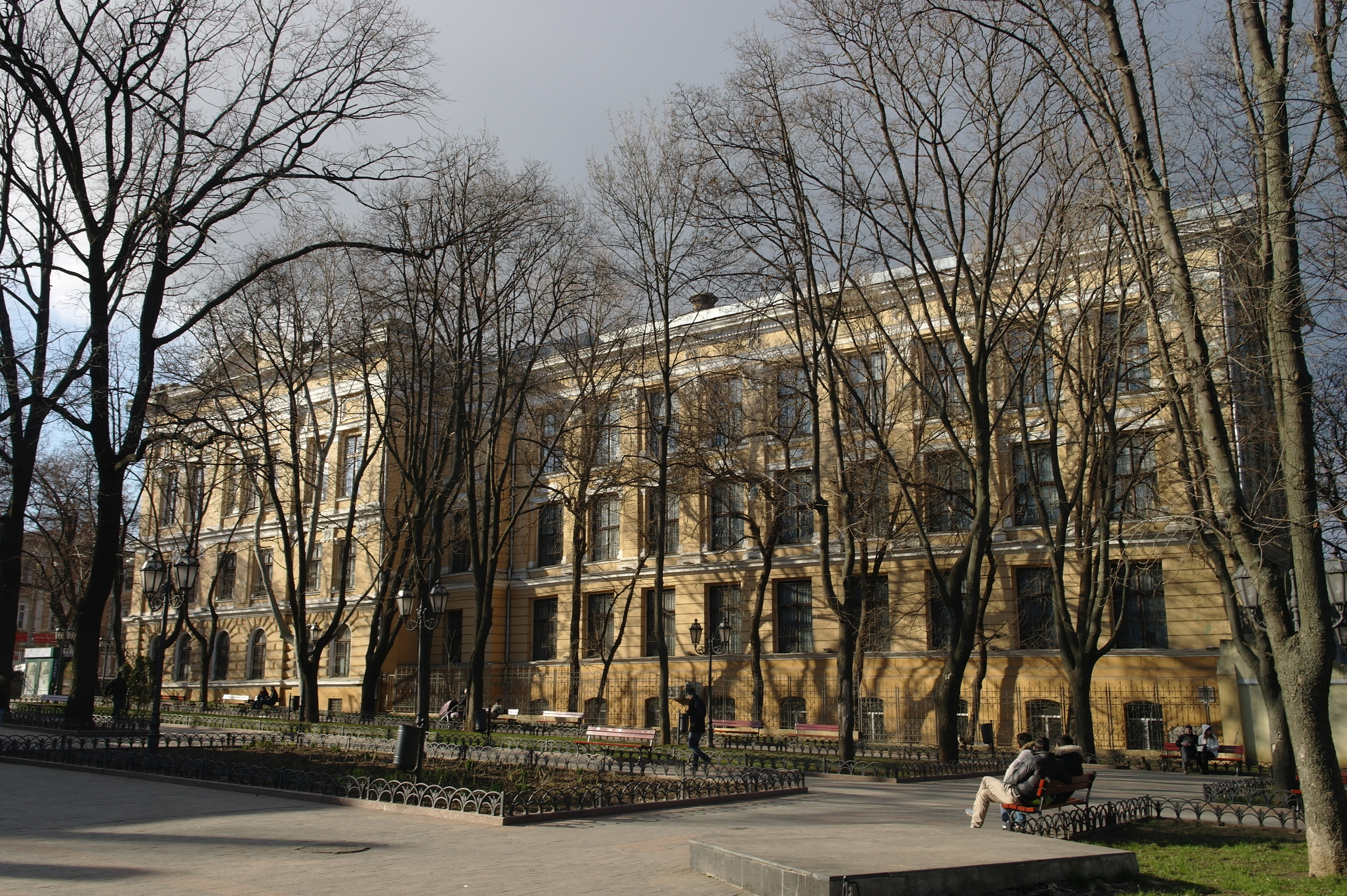
Бібліотека Новоросійського університету, 1899 - 1901 рр.
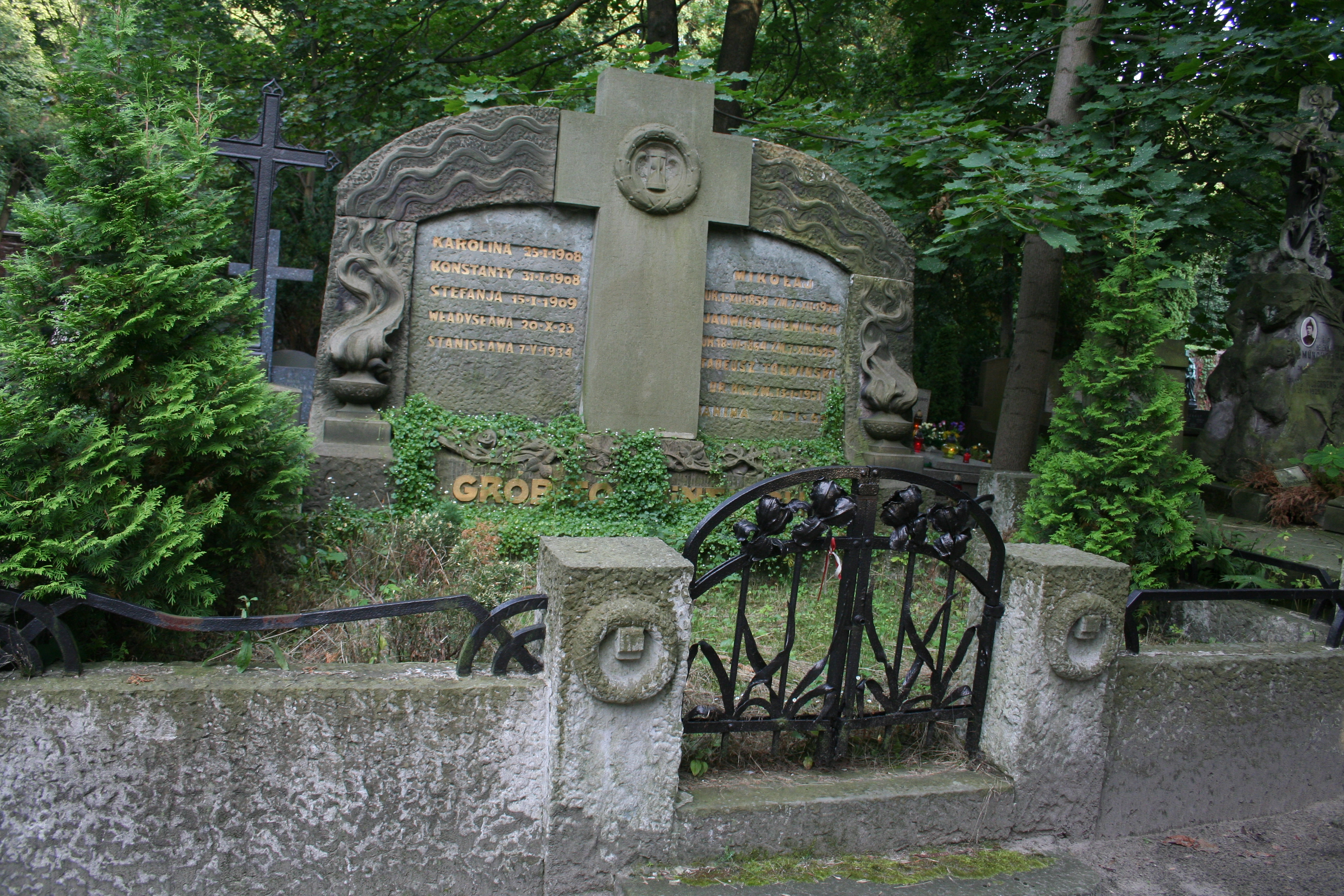
Родинне поховання Толвінських, цвинтар Повонзки, Варшава